# Archangelskij Ar-2
Archangelskij Ar-2 byl sovětský bombardér konstrukčně vycházející z typu Tupolev SB-2. Plán letadla sestrojil konstruktér A. Archangelskij roku 1939. Prototyp, který byl označený jako SB-RK, poprvé vzlétl roku 1940. Po krátkých zkouškách začala jeho sériová výroba pod označením Ar-2. Letadla se výborně hodila do těch nejdrsnějších sovětských podmínek, proto byla používána v bombardovacích letkách v severozápadních oblastech Sovětského svazu. Sloužila v jednotkách letectva Severního loďstva, operovala v Barentsově a Bílém moři. Několik letadel ukořistilo Finsko, které je zařadilo do výzbroje.
Celkem bylo vyrobeno 198 strojů.

## Specifikace

Ar-2

### Technické údaje
- Osádka: 3 osoby
- Rozpětí: 18,50 m
- Délka: 12,50 m
- Výška: 3,95 m
- Nosná plocha: 48,7 m²
- Hmotnost prázdného letounu: 4430 kg
- Vzletová hmotnost: 7200 kg
- Pohonná jednotka: 2 × dvanáctiválcový vidlicový motor M-105P
- Výkon pohonné jednotky:

### Výkony
- Maximální rychlost: 480 km/h
- Dostup: 10100 m
- Dolet: 1500 km

### Výzbroj
- 800 kg pum
- 4 x kulomet ráže 7,62 mm